# Rot (Stuttgart)

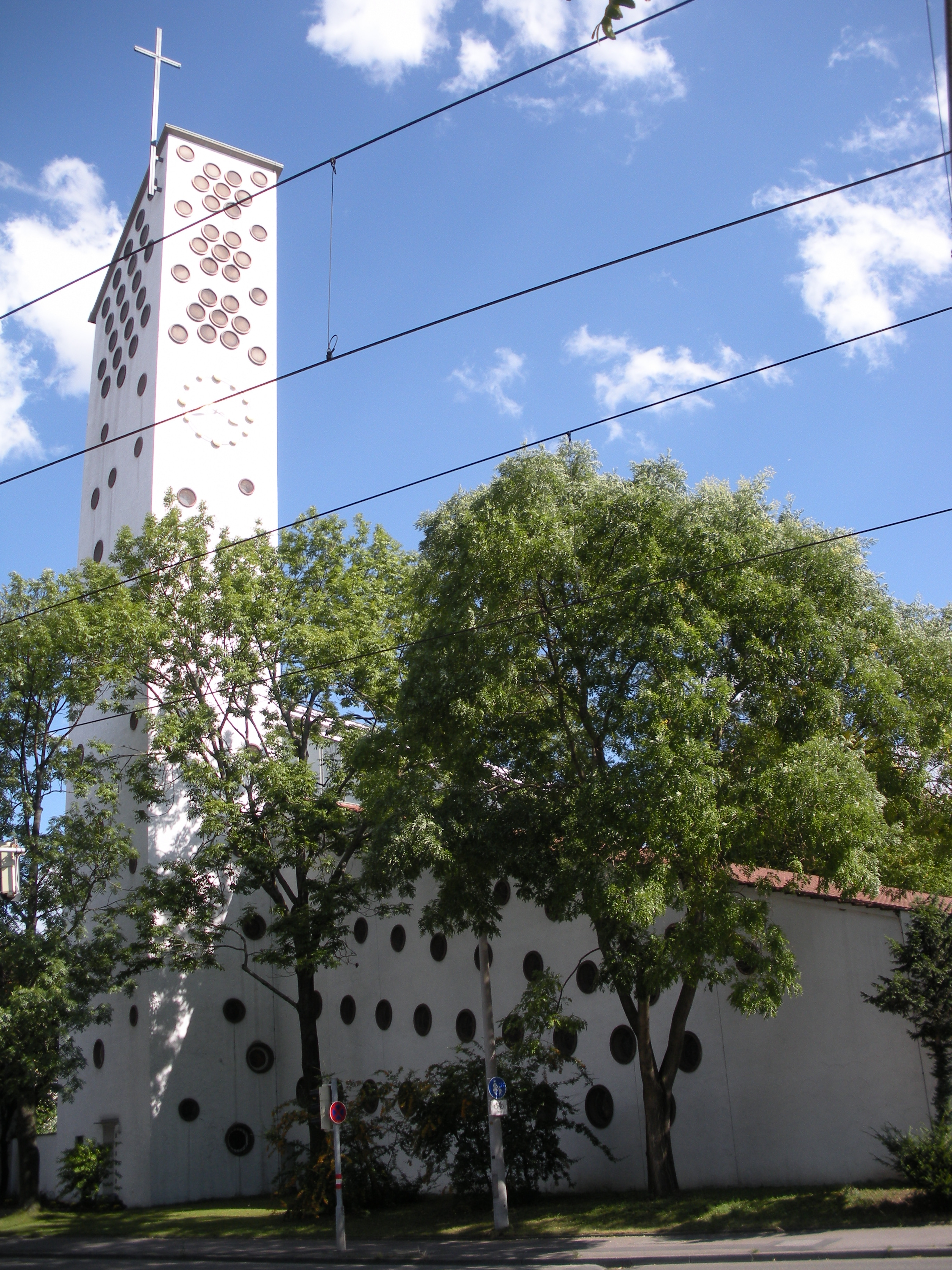
Evang. Auferstehungskirche Stuttgart-Rot

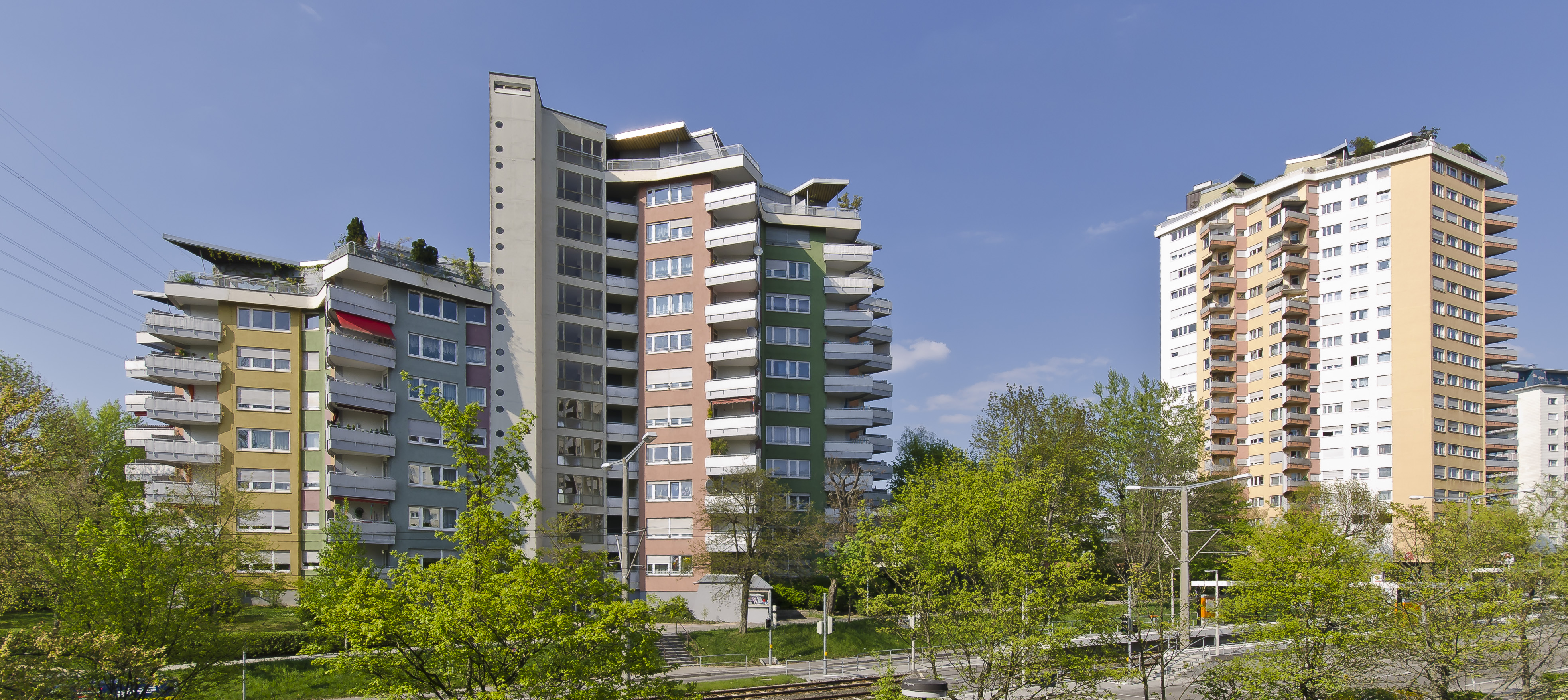
Die Hochhäuser Romeo (rechts) und Julia (links) in Stuttgart-Rot; erbaut 1955–1959 von Hans Scharoun

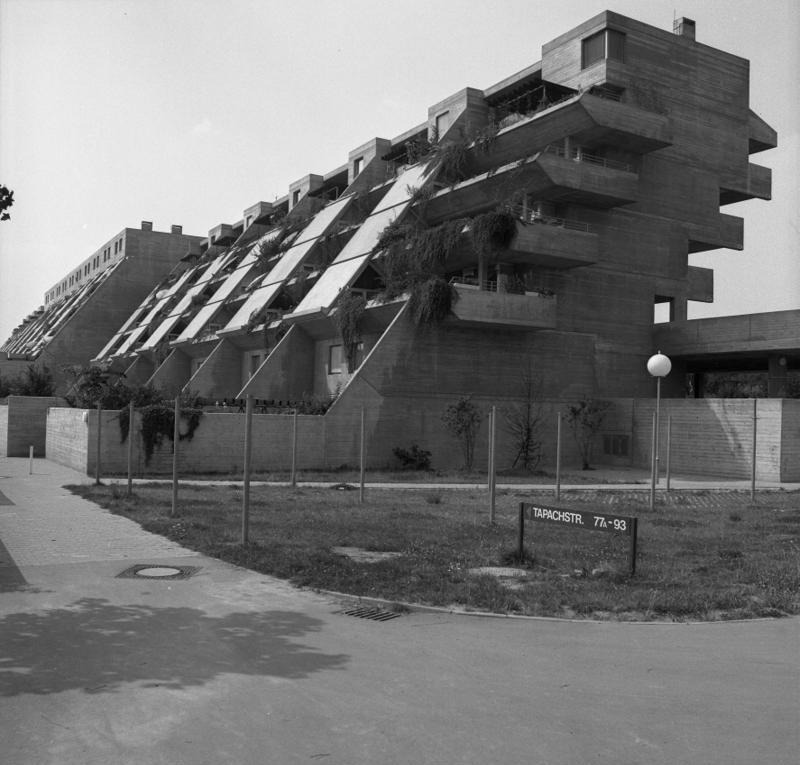
Terrassenhaus an der Tapachstraße; erbaut 1969–1971 von Peter Faller und Hermann Schröder

Rot ist ein Stadtteil am nördlichen Rand der baden-württembergischen Landeshauptstadt Stuttgart. Er gehört zum Stadtbezirk Zuffenhausen, ist 155,8 ha groß und liegt zwischen Zuffenhausen, Freiberg und Zazenhausen.

## Geschichte
Der Stuttgarter Stadtteil Rot ist in den Nachkriegsjahren aufgesiedelt worden, um Flüchtlingen und Heimkehrern schnell und preiswert Wohnraum zur Verfügung zu stellen. Diese Entstehungsgeschichte prägt den Stadtteil und die Menschen in Rot noch heute.
Die erste Bebauung des Stadtteils Rot begann 1928 im ehemaligen Muschelkalksteinbruchgelände mit dem Flurnamen Malberg. Dort wurden wegen der Wohnungsnot in der Stadt Zuffenhausen nach dem Ersten Weltkrieg vier Gebäude (Pliensäckerstraße 2 bis 8) erstellt. Bis 1935 wurden weitere feste und provisorische Gebäude errichtet, von denen drei noch vorhanden sind (Pliensäckerstraße 18 bis 22).
Von 1938 bis 1940 wurde die Rotwegsiedlung mit 101 Eigenheimen und Kindergarten östlich der Malbergsiedlung gebaut.
Nach dem Zweiten Weltkrieg waren etwa 1.200 aus der Region Batschka geflüchtete oder vertriebene Donauschwaben in den geräumten Baracken des unter den Nationalsozialisten gebauten Internierungslagers „Schlotwiese“ untergebracht. 1948 gründeten 79 von ihnen die Neues Heim Gemeinnützige Bau- und Siedlungsgenossenschaft. Nachdem die Stadt Stuttgart der Genossenschaft in Rot Bauland zur Verfügung gestellt hatte sowie mit finanzieller Unterstützung der Landeskreditanstalt und der Stadt Stuttgart konnte im Dezember 1949 mit viel Eigenleistung das erste Wohngebäude im Rotweg 58 fertig gestellt und von Familien des Lagers bezogen werden. Mit der Realisierung dieses Gebäudes hatte die Baugenossenschaft die Feuertaufe bestanden und bereits nach vier Jahren erfolgte das Richtfest für die 500. Wohnung. Nach und nach zogen die meisten der Lagerbewohner von der Schlotwiese nach Rot. So entstand bis 1960 für 15.000 Menschen in Rot neuer Wohnraum, größtenteils in den für Rot noch heute typischen vier- bis fünfgeschossigen Wohnblocks.
Die Stadtteilbezeichnung „Rot“ wurde am 27. Juli 1961 im Gemeinderat der Stadt Stuttgart beschlossen.
Wegen fehlender Bauplätze und kleiner Wohnungszuschnitte der Wohnblocks kam es zu einer unausgeglichenen Sozialstruktur. Rot wurde 2003 in das Bund-Länder-Programm „Stadtteile mit besonderem Entwicklungsbedarf – Die Soziale Stadt“ aufgenommen.
Im Oktober 2013 wurde mit dem 3. Roter Herbstfest der Abschluss vieler erfolgreicher Projekte im Stadtteil Rot gefeiert. Weiterführende Aufgaben hat seitdem der Bürgerverein Stuttgart-Rot übernommen.

## Zukunftsweisende Modernisierung
Ab 2024 sollen auf einem rund zwei Hektar großen Areal im ältesten Teil der Nachkriegssiedlung bis zu 280 neue Wohneinheiten entstehen. Die zwei Projektträgerinnen sind die zwei Baugenossenschaften Neues Heim und Baugenossenschaft Zuffenhausen. Sie wollen im Rahmen der Internationale Bauausstellung 2027 StadtRegion Stuttgart (IBA′27) ein bestehendes Nachkriegsquartier nicht nur einfach erneuern, sondern den Sozialen Wohnungsbau mit hoher architektonischer Qualität und Vielfalt, unterschiedlichen Wohnformen, Einbindung sozialer Einrichtungen und dem hohen Aufenthaltscharakter der Freiflächen sowie einem zukunftsweisenden Energie- und Mobilitätskonzept neu erfinden.

## Infrastruktur
Im Bildungsbereich hat Rot eine Grund- und Hauptschule mit Werkrealschule, eine Realschule, das Ferdinand-Porsche-Gymnasium und eine Schule für Kinder mit Sehbehinderung. Außerdem gibt es zahlreiche Kindergärten und Tageseinrichtungen.
Für den täglichen Bedarf gibt es Supermärkte, Bäckereien, ein Blumengeschäft, einen Optiker, einen Kiosk, einen Getränkemarkt, einen Juwelier, Gaststätten und Imbisse. Im Dienstleistungsbereich finden sich Ärzte, Apotheken, Friseure, Versicherungen, Handwerker, Fahrschulen und Banken. Mit dem 2007 eröffneten Bürgerhaus steht ein Veranstaltungsraum zur Verfügung. Seit September 2014 gibt es auch einen wöchentlichen Wochenmarkt auf dem Hans-Scharoun-Platz.

## Sehenswürdigkeiten
- Hochhäuser Romeo und Julia (1954–1959) von Hans Scharoun
- Terrassenhaus an der Tapachstraße, erbaut 1969–1971 von Peter Faller und Hermann Schröder
- Das Bürgerhaus wurde am 12. Mai 2007 eröffnet. Es entstand im Rahmen des Förderprogramms „Stadtteile mit besonderem Entwicklungsbedarf – Die Soziale Stadt“ aus dem Hauptgebäude des Evangelischen Gemeindezentrums.[9]

## Verkehr
Durch Rot fahren die Stadtbahnlinie U7 und die Busse der Linien 52 und N4 der Stuttgarter Straßenbahnen (SSB).